# Theogonie

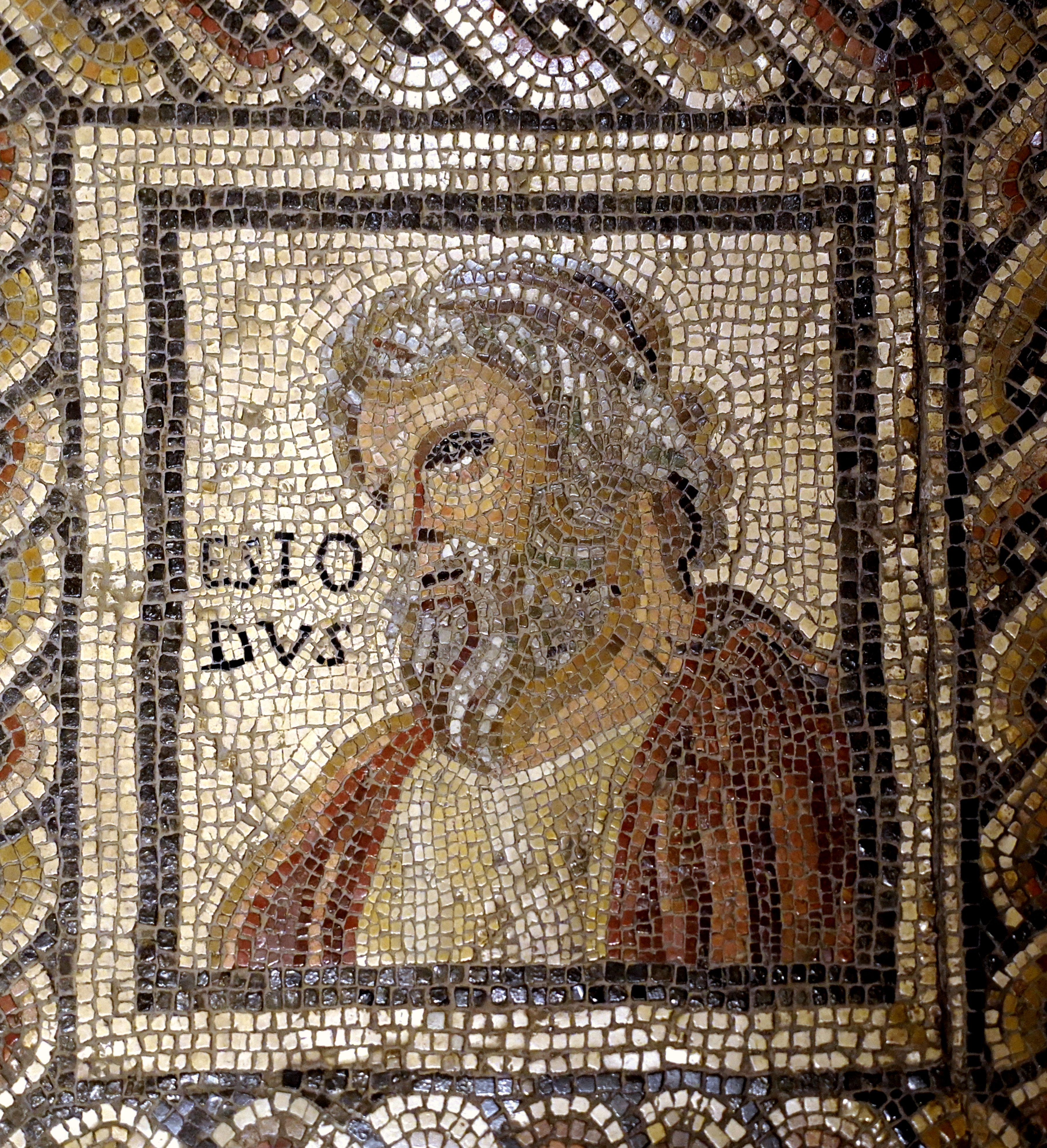
Hesiod, Detail des Monnus-Mosaiks, 3. oder 4. Jh., Rheinisches Landesmuseum Trier

Die Theogonie (altgriechisch Θεογονία Theogonía „Entstehung der Götter“, von θεός theós „Gott“ und γίγνεσθαι gígnesthai „werden, entstehen“) ist ein Werk von Hesiod, in dem die Entstehung der Welt und der Götter in der Abfolge ihrer Herrschaft geschildert wird. Sie entstand um 700 v. Chr. und zählt somit neben Homers Ilias und Odyssee zu den ältesten Quellen zur griechischen Mythologie.

## Inhalt

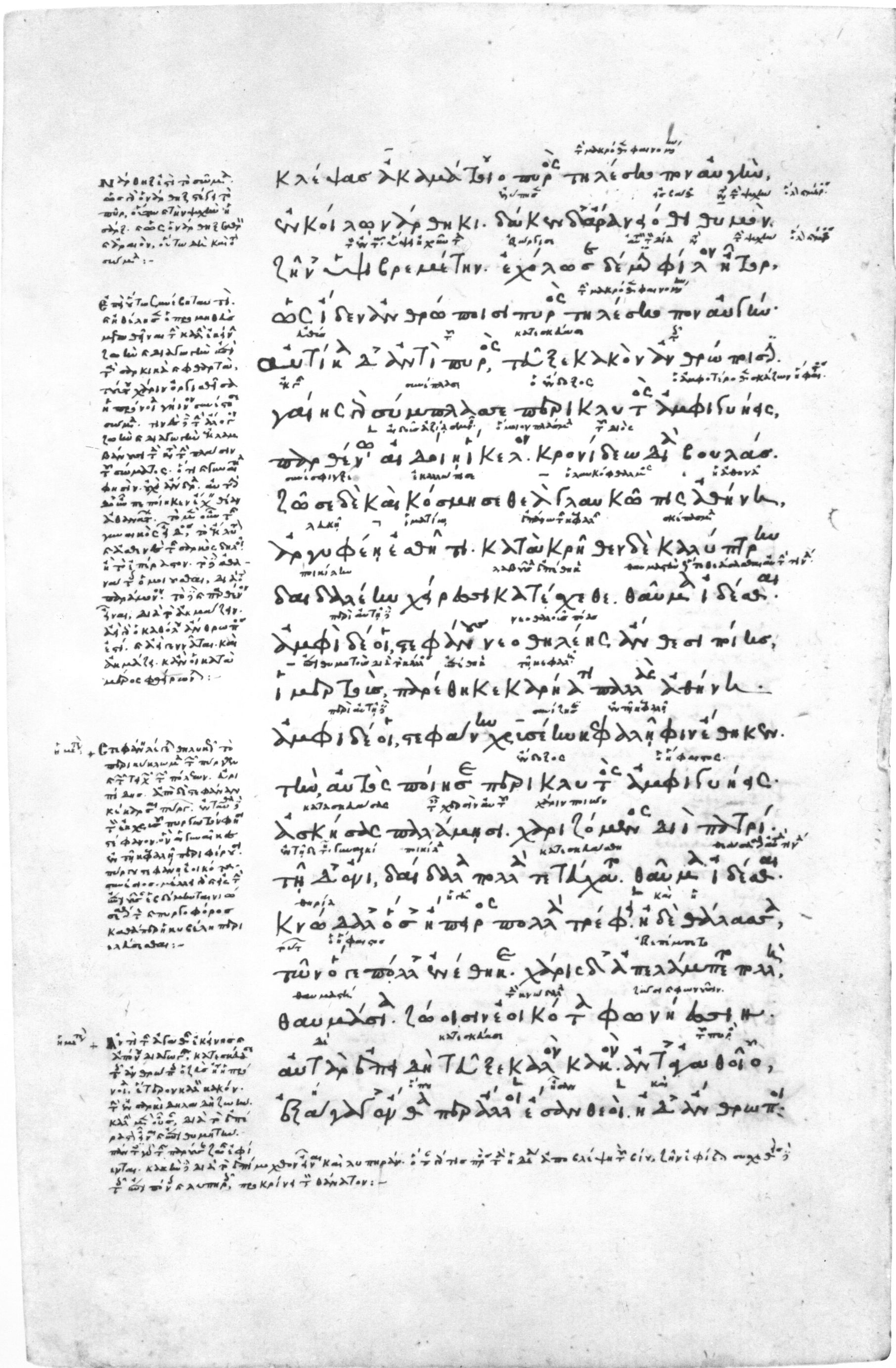
Die Theogonie (mit Scholien) in der 1319 geschriebenen Handschrift Venedig, Biblioteca Marciana, Gr. 464, fol. 158v

Eingeleitet wird Hesiods Theogonie mit dessen Dichterweihe durch die Musen. Diese überreichen Hesiod als Zepter „ein Gesproß frischgrünenden Lorbeers“ und hauchen ihm göttlichen Gesang ein, so weihen sie ihn zum Sänger der Theogonie.
Nach diesem Proömium beginnt Hesiods poetischer Bericht vom Werden der Welt und über die Abstammung der Götter: Der Kosmos nimmt seinen Anfang mit dem Erscheinen von sechs Urgottheiten. Das sind Chaos, Gaia, Tartaros, Eros, Erebos und Nyx. Ob diese sechs unabhängig voneinander entstehen oder ob aus Chaos die weiteren fünf hervorgehen, ist unklar. In der Regel wird jedoch Letzteres angenommen.
Als Nächstes gebiert Gaia durch Eros – ohne Begattung im Schlaf – Uranos, den Himmel, die Ourea, die Berge, und Pontos, das Meer. Nyx und Erebos zeugen Aither, die Luft, und Hemera, den Tag. Von Gaia und Uranos stammen die Titanen, die Kyklopen und die Hekatoncheiren ab. Uranos verbirgt seine Kinder in der Erde und lässt Gaia sie nicht gebären. Dies erbost Gaia und sie stiftet Kronos, einen der Titanen, zum Umsturz an. Kronos entmannt auf ihren Rat seinen Vater mit einer Sichel und wirft das Glied ins Meer. Durch die Entmannung seines Vaters wird er zum Herrscher der zweiten Göttergeneration. Aus dem Blut, das aus Uranos’ Glied auf Gaia fällt, entstehen die Giganten, die Erinnyen und die melischen Nymphen. Aus dem Samen des in den Pontos geschleuderten Gliedes wächst Aphrodite hervor.
Auf diese erste längere Erzählung folgen weitere Genealogien. Es werden die Nachkommen der Nyx aufgezählt, die des Pontos und die Nachkommen der Titanen Okeanos und Tethys, die Okeaniden und die Flüsse. Es folgen die Nachkommen der Titanen Theia und Hyperion, des Titanen Kreios mit der Tochter des Pontos Eurybia und der Titanen Phoibe und Koios. Schließlich werden die Nachkommen des Kronos und der Rhea genannt: Hestia, Demeter, Hera, Hades, Poseidon und Zeus.
Nachdem Kronos von Uranos und Gaia vorausgesagt wurde, dass er von einem seiner Söhne entmachtet würde, verschlingt er seine Kinder. Rhea gelingt es jedoch, Zeus zu verstecken und Kronos stattdessen einen gewindelten Stein verschlingen zu lassen. Durch eine List erbricht Kronos den Stein und die übrigen Kinder, woraufhin Gaia ihnen das Versteck der Kyklopen zeigt. Zeus befreit diese und erhält von den schmiedenden Kyklopen den Donner, den Zündkeil und den Blitz.
Nach der Beschreibung der Geburt des Zeus folgt die Genealogie des Titanen Iapetos mit der Okeanide Klymene. Diese werden alle von Zeus für ihre Missetaten bestraft, darunter auch Prometheus, dem an eine Säule gefesselt ein Adler seine Leber abfrisst, bis Herakles ihn später befreit. Die Bestrafung des Prometheus wird als einzige erläutert: Prometheus verteilte einen geschlachteten Ochsen, wobei er versuchte Zeus zu täuschen. Das Fleisch legte er auf einen Haufen und bedeckte ihn mit Haut und Magen, auf einen anderen Haufen legte er die Knochen und bedeckte sie mit Fett. Zeus erkannte den Trug und wählte dennoch den Haufen mit den Knochen, seitdem opfern die Menschen den Göttern die Knochen und essen das Fleisch selbst. Zeus verbirgt daraufhin das Feuer vor den Menschen, doch Prometheus stiehlt es und bringt es ihnen zurück. Zeus lässt Hephaistos die Pandora aus Lehm gestalten und schickt sie zu den Menschen, um ihnen Unglück zu bringen.
Nach der Prometheus-Erzählung wird der weitere Ablauf der Titanomachie geschildert. Zeus und seine Geschwister führen zehn Jahre lang Krieg gegen die Titanen, bis Gaia das Versteck der Hekatoncheiren verrät. Diese werden befreit und gemeinsam besiegen sie die Titanen und verbannen sie in den Tartaros, wo sie von den Hekatoncheiren bewacht werden. Dem schließt sich eine längere Beschreibung des Tartaros und seiner Bewohner an. Es folgt eine letzte Auseinandersetzung: Nach der Verbannung der Titanen gebiert Gaia den Typhoeus, um die Götter zu entmachten. Er erringt beinahe den Sieg, wird dann aber von einem Blitz des Zeus bekämpft und in den Tartaros verbannt, wo aus ihm die schädlichen Winde entstehen. Nach diesem letzten Kampf wird Zeus von den anderen Göttern zum Herrscher bestimmt.
Es folgt ein Katalog der Ehen des Zeus, zuerst die mit Metis. Gaia prophezeit Zeus, ein Sohn von Metis werde ihn stürzen, wie auch er Kronos und dieser Uranos stürzte, daraufhin verschlingt er seine Frau. Zeus gebiert daraufhin Athene aus seinem Kopf. Nach den Ehen mit weiteren Göttinnen folgen die Verbindungen von Zeus mit sterblichen Frauen sowie Ehen der anderen Olympier. Mit einem eigenen Prolog folgt zuletzt ein Katalog der Göttinnen, die Nachkommen mit sterblichen Männern haben.

## Rezeption
Hesiods Götter werden zwar als überwiegend gut und menschenfreundlich dargestellt, weisen jedoch auch Eigenschaften auf und begehen Taten, die in der griechischen Gesellschaft im Allgemeinen als verwerflich galten. Schon Xenophanes warf Homer und Hesiod daher ihren Anthropomorphismus vor: Alles haben Homer und Hesiod den Göttern angehängt, was bei Menschen Schimpf und Schande ist: Stehlen, Ehebrechen und sich gegenseitig betrügen!

## Ausgaben
- Friedrich Solmsen (Hrsg.): Hesiodi Theogonia Opera et Dies Scvtvm. Editio Tertia. Oxford 1990, ISBN 978-0-19-814071-9 (Oxford Classical Texts).
- Otto Schönberger (Übersetzer u. Hrsg.): Hesiod „Theogonie“. Griechisch / Deutsch. Philipp Reclam jun. ³2002, ISBN 3-15-009763-0.
- Albert von Schirnding (Übersetzer u. Hrsg.): Hesiod, Theogonie. Werke und Tage. Griechisch / Deutsch. Artemis und Winkler, Zürich/Düsseldorf ³2002. (Einführung und Register: Ernst Günther Schmidt), ISBN 3-7608-1665-7.
- Hesiod: Theogonie. Übersetzt und erläutert von Raoul Schrott. Carl Hanser Verlag, München 2014, ISBN 978-3-446-24615-7.